# Janis Hansen
Janis Hansen (* 14. Juni 1940 in Celoron, New York; † 30. November 2021 in Los Angeles, Kalifornien) war eine US-amerikanische Schauspielerin.

## Karriere
Als Schauspielerin wurde Hansen vor allem durch die Rolle der Gloria Unger in Männerwirtschaft bekannt. Außerdem war sie in Fernsehserien wie Bonanza, Bezaubernde Jeannie oder Die Straßen von San Francisco zu sehen.
Janis Hansen spielte in mehreren Kinoproduktionen wie in dem Katastrophenfilm Airport oder in dem Western Kanonen für Cordoba mit. Darüber hinaus sah man sie 1974 in dem Pilotfilm zur Trucker-Serie Abenteuer der Landstraße.
Hansen führte die Firma Hansen Management in Los Angeles.

## Filmografie (Auswahl)
Kinofilme
- 1967: O Vater, armer Vater, Mutter hängt dich in den Schrank und ich bin ganz krank (Oh Dad, Poor Dad, Mamma’s Hung You in the Closet and I’m Feelin’ So Sad)
- 1970: Airport
- 1970: Kanonen für Cordoba (Cannon for Cordoba)

Fernsehserien
jeweils eine Folge, wenn nicht anders angegeben
- 1965: Bonanza
- 1966: Mein Onkel vom Mars (My Favorite Martian)
- 1968, 1969: Big Valley (2 Folgen)
- 1968: Ihr Auftritt, Al Mundy (It Takes a Thief )
- 1969: Bezaubernde Jeannie (I Dream of Jeannie)
- 1969: FBI (The F.B.I., 2 Folgen)
- 1971–1975: Männerwirtschaft (The Odd Couple, 12 Folgen)
- 1974: Abenteuer der Landstraße (Movin’ On, Pilotfilm)
- 1974: Owen Marshall – Strafverteidiger (Owen Marshall: Counselor at Law)
- 1975–1977: Die Straßen von San Francisco (The Streets of San Francisco, 2 Folgen)
- 1976: Barnaby Jones
- 1982: T. J. Hooker